# Нестор Тафур
Нестор Хоакін Тафур Барріос (ісп. Néstor Joaquín Tafur Barrios; нар. 17 вересня 1991, Монтекрісто, департамент Болівар) — американський та колумбійський борець вільного стилю, дворазовий срібний та бронзовий призер Панамериканських чемпіонатів, бронзовий призер Центральноамериканського і Карибського чемпіонату, бронзовий призер Центральноамериканських і Карибських ігор, бронзовий призер Боліваріанських ігор.

## Життєпис
Боротьбою почав займатися з 2001 року. У 2015—2016 роках на міжнародних турнірах виступав під прапором США. З 2017 року представляє Колумбію.
Виступає за клуб NYC RTC. Тренер — Кендалл Кросс (з 2017).

## Спортивні результати на міжнародних змаганнях

### Виступи на Чемпіонатах світу
| Змагання                        | Збірна   | Вагова категорія          | Місце |
| ------------------------------- | -------- | ------------------------- | ----- |
| Чемпіонат світу з боротьби 2017 | Колумбія | вільна боротьба, до 70 кг | 16    |
| Чемпіонат світу з боротьби 2018 | Колумбія | вільна боротьба, до 74 кг | 24    |
| Чемпіонат світу з боротьби 2019 | Колумбія | вільна боротьба, до 74 кг | 19    |
| Чемпіонат світу з боротьби 2021 | Колумбія | вільна боротьба, до 74 кг | 12    |

### Виступи на Панамериканських чемпіонатах
| Змагання                                   | Збірна   | Вагова категорія                 | Місце  |
| ------------------------------------------ | -------- | -------------------------------- | ------ |
| Панамериканський чемпіонат з боротьби 2017 | Колумбія | вільна боротьба, до 74 кг        | Срібло |
| Панамериканський чемпіонат з боротьби 2018 | Колумбія | вільна боротьба, до 74 кг        | Бронза |
| Панамериканський чемпіонат з боротьби 2019 | Колумбія | вільна боротьба, до 74 кг        | 10     |
| Панамериканський чемпіонат з боротьби 2020 | Колумбія | вільна боротьба, до 74 кг        | 9      |
| Панамериканський чемпіонат з боротьби 2021 | Колумбія | вільна боротьба, до 79 кг        | Срібло |
| Панамериканський чемпіонат з боротьби 2022 | Колумбія | греко-римська боротьба, до 82 кг | 4      |

### Виступи на Центральноамериканських і Карибських чемпіонатах
| Змагання                                                       | Збірна   | Вагова категорія          | Місце  |
| -------------------------------------------------------------- | -------- | ------------------------- | ------ |
| Центральноамериканський і Карибський чемпіонат з боротьби 2018 | Колумбія | вільна боротьба, до 74 кг | Бронза |

### Виступи на Центральноамериканських і Карибських іграх
| Змагання                                     | Збірна   | Вагова категорія          | Місце  |
| -------------------------------------------- | -------- | ------------------------- | ------ |
| Центральноамериканські і Карибські ігри 2018 | Колумбія | вільна боротьба, до 74 кг | Бронза |

### Виступи на Боліваріанських іграх
| Змагання                 | Збірна   | Вагова категорія          | Місце  |
| ------------------------ | -------- | ------------------------- | ------ |
| Боліваріанські ігри 2017 | Колумбія | вільна боротьба, до 74 кг | Бронза |

### Виступи на інших змаганнях
| Змагання                                                     | Збірна   | Вагова категорія          | Місце  |
| ------------------------------------------------------------ | -------- | ------------------------- | ------ |
| Міжнародний меморіал Дейва Шульца 2015                       | США      | вільна боротьба, до 74 кг | 10     |
| Міжнародний меморіал Білла Фаррелла 2015                     | США      | вільна боротьба, до 74 кг | 10     |
| Міжнародний меморіал Дейва Шульца 2016                       | США      | вільна боротьба, до 74 кг | 10     |
| Кубок Канади з боротьби 2017                                 | Колумбія | вільна боротьба, до 70 кг | Бронза |
| Cerro Pelado International 2018                              | Колумбія | вільна боротьба, до 74 кг | Бронза |
| Міжнародний меморіал Білла Фаррелла 2018                     | Колумбія | вільна боротьба, до 74 кг | 4      |
| Турнір Г. Картозія і В. Балавадзе 2018                       | Колумбія | вільна боротьба, до 74 кг | 18     |
| Турнір Дмитра Коркіна 2018                                   | Колумбія | вільна боротьба, до 74 кг | 12     |
| Cerro Pelado International 2019                              | Колумбія | вільна боротьба, до 74 кг | 5      |
| Турнір Г. Картозія і В. Балавадзе 2019                       | Колумбія | вільна боротьба, до 74 кг | Бронза |
| Олімпійський кваліфікаційний турнір з боротьби 2020 (Оттава) | Колумбія | вільна боротьба, до 74 кг | 5      |
| Турнір Дана Колова — Николи Петрова 2021                     | Колумбія | вільна боротьба, до 74 кг | 15     |
| Меморіал Маттео Пелліконе 2022                               | Колумбія | вільна боротьба, до 79 кг | 13     |